# Edson Gaúcho
Edson José Valandro, ismert nevén Edson Gaúcho, (Caxias do Sul, 1955. június 6. –) brazil labdarúgóhátvéd.

## Pályafutása

### Klubcsapatokban
1974-ben kezdte a profi pályafutását az Aimoré csapatában. Később a következő csapatokban játszott: 14 de Julho, Juventude, Santa Cruz, Náutico, Rio Ave és Lausanne, ahol 1989-ben fejezte be a pályafutását.

## Sikerei, díjai

### Edzőként
Operário
- Sul-Mato-Grossense bajnokság: 1997

Criciúma
- Brazil másodosztály: 2002

Vila Nova
- Campeonato Goiano bajnoka: 2005

Paysandu
- Campeonato Paraense bajnoka: 2009